# Jeanne Devries
Jeanne Devries (overleden Parijs, 8 juli 1924) was een Franse sopraan van Nederlandse komaf. Ze hanteerde ook wel de naam Jeanne de Vries en Jeanne Devries-Dereims.
Ze was dochter van het zangersechtpaar Rosa de Vries-van Os en David de Vries. Zuster Fides Devries en de broers Maurice en Herman Devries waren ook zangers. Zelf trouwde ze met zanger Etienne Dereims. Dochter Andrea Dereims was zanglerares in Parijs en verbonden aan de Paris Grand Opera. 
Ze kreeg haar eerste opleiding van haar moeder en daarna van Gilbert Duprez in Brussel. Een van haar eerste uitvoeringen vond plaats onder de paraplu van Léon Carvalho in het Theatre Lyrique te Parijs. Ze zong Armina in La sonnambula van Vincenzo Bellini. Le Figaro kondigde haar toen aan als zeventienjarige zangeres. 
Ze sloot zich  in 1867 (tweeëntwintig) aan bij het Theatre Lyrique in haar geboortestad. Daar werd ze door Georges Bizet gevraagd de rol te zingen van Catherine Clover in een opera waar hij nog aan het schrijven was, de latere La Jolie fille de Perth). Ze was daarna verbonden aan gezelschappen van de Koninklijke Muntschouwburg (1869-1873 met groot succes aldus François-Joseph Fétis) in Brussel, Covent Garden (1872-1874, Italiaanse opera, Londen), Koninklijke Vlaamse Opera (1873-1874, Antwerpen), te Lyon, te Marseille en ten slotte vanaf 1876 te Barcelona.  